# Летњиковац за слабуњаву децу
Летњиковац за слабуњаву децу основан је 1903. године идејом и залагањем др Радивоја Вукадиновића и Друштва за чување народног здравља. Летњиковац се налазио на Кошутњаку и у њему су боравила деца, која су била слабог здравља и неухрањена, углавном деца сиромашнијих родитеља. 

## Оснивање
Др Радивоје Вукадиновић био је с краја 19. века цењени лекар београдског округа, као и један од оснивача Друштва за чување народног здравља. Посетивши 1899. један медицински конгрес у Берлину, чуо је за идеју двојице ондашњих лекара, др Ленхофа и др Бехера, који су организовали и сиромашној деци Берлина пружили могућност боравка у летњиковцима и павиљонима надомак града. Уз колеге др Војислава Кујунџића и др Слободана Рибникара, 7. октобра 1903. изнет је предлог да се за болећиву и сиромашну децу Београда отвори летњи санаторијум. Малишани од 6 до 12 година примали би се на дневни боравак, где би им адекватна нега, добра храна и свеж ваздух помогли да прездраве, а као одговарајућа локација одабран је Кошутњак.
Кошутњак се у то време налазио у склопу дворског комплекса краља Петра I Карађоревића, коме се веома допала ова иницијатива и он је одмах дозволио изградњу летњиковца и Друштву за чување народног здравља поклонио имање и своту од 3000 динара. Увидевши значај пројекта, новчану помоћ у износу од 4.000 динара дарује и београдска општина. По доношењу одлуке о редовној материјалној помоћи, на некадашњем краљевском поседу већ с пролећа 1904. ниче павиљон ширине 6 и дужине 15 метара. Изградња је текла јако брзо и исте године је њих двадесет петоро смештено смештено у летњиковац. 

## Боравак
Деца су у летњиковцу имала прилику да бораве на чистом и свежем ваздуху, доктори и неговатељи су им поклањали изузетну пажњу и имали су пет оброка дневно. Деца су уживала у природи играјући се једни са другима, а такође уз помоћ стручног лица вежбали су и лаку гимнастику. Много се полагало на игру, али и на васпитање.
Већ прве године су деца из павиљона изашла „знатно опорављена у снази и крви”, те је решено да се пракса настави и идућих година. Сваке године све више малишана долазило је на терапију у летњиковац, 1905. године већ их је било 90, да би до 1912. њихов број премашио 350. Боравак је почињао почетком јуна, и завршавао се до почетка школске године, крајем августа.
Уз број деце растао је и сам Летњиковац. Кухиња и магацин дозидани су наредне године, а до лета 1905. децу је дочекала и кућица са просторијама за прегледе. Поред дежурних лекара и васпитача, уз малишане би сваки пут боравио и др Вукадиновић са колегама.
Само две године касније, по узору на пројекат започет у Београду, оснивају се овакви летњиковци и у Крагујевцу и Шапцу. Успех овог летњиковца одјенула је и у иностранству, тако је о овом подухвату писао и 1907. године угледни британски медицински часопис „Лансет”.

## Ратни и послератни период
Због Балканских ратова и Првог светског рата рад летњиковца је на извесно време обустављен, али се одмах по окончању рата 1919. године у павиљоне на Кошутњаку усељава Даринка Грујић Радовић.  Она је помагала српској ратној сирочади током и после рата, међу којима је остала позната и као Мама Грујић.
Зграде је за своје потребе користила и војска, која се исељава до пролећа 1920. године, а такође летњиковац је користила и Енглеско-српска Дечја болница, Месна заштита деце и младежи, као и друштво Дом и школа, која је имало задатак да слабуњавој омладини Друге београдске гимназије и београдске Реалке омогући бављење у шуми и на мору за време школског распуста. Коначно подмладак Црвеног крста 1932. године преузима Летњиковац за београдску децу.